# Natuurpark Alt Pirineu

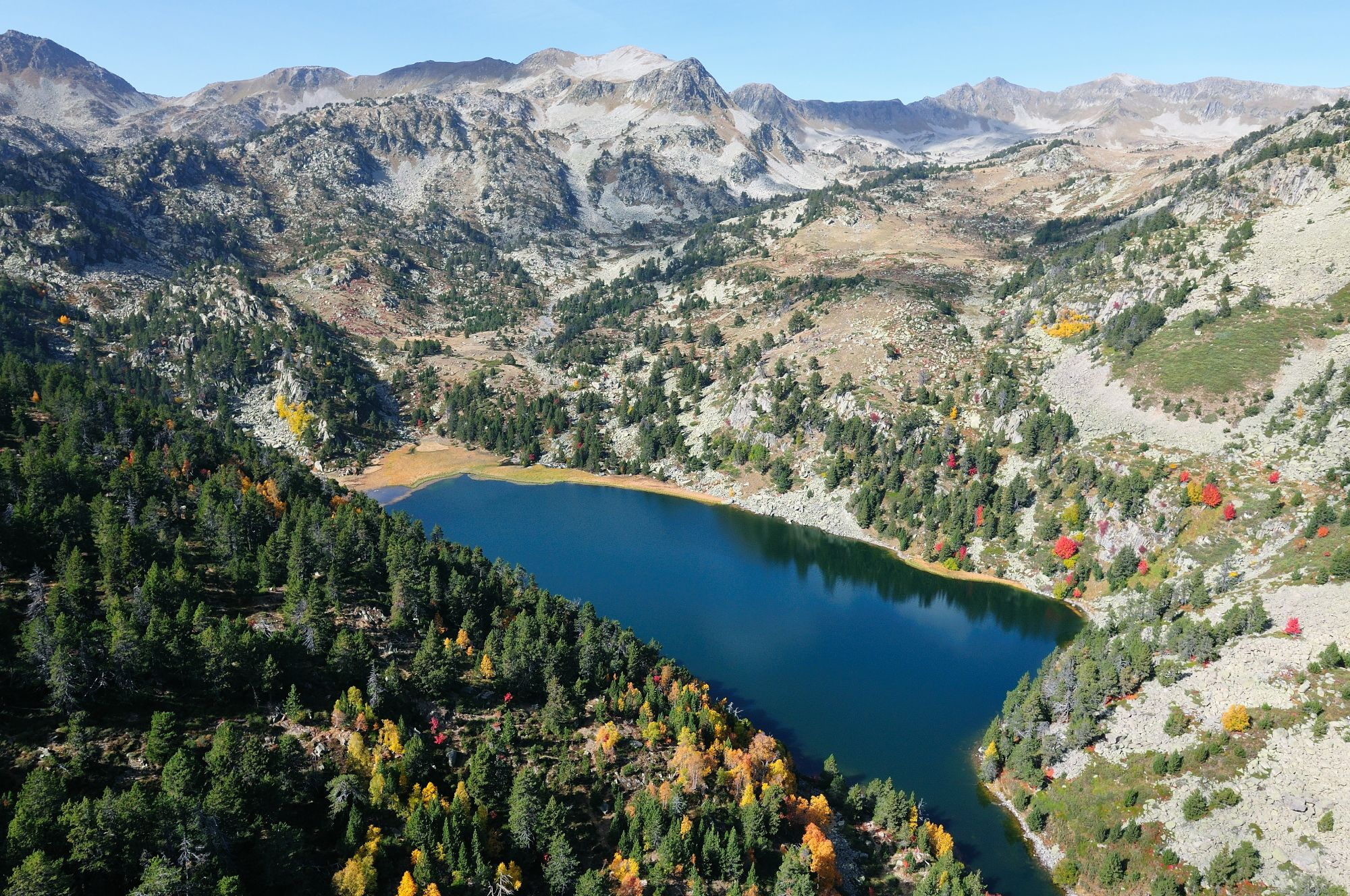

Het Natuurpark Alt Pireneu (Catalaans: Parc natural de l'Alt Pirineu/ Spaans: Parque natural del Alto Pirineo) is een natuurpark in Catalonië in Spanje. Het natuurpark werd opgericht in 2003 en is 79.317,21 hectare groot. Het natuurpark omvat bergen in de Pyreneeën. In het park komt auerhoen, vale gier, steenarend, lammergier, bruine beer voor.